# Az újvidéki vasútállomás előtetejének összeomlása
Az újvidék vasútállomás előteteje 2024. november 1-jén omlott össze. Az aznap késő esti információk szerint 16 ember halt meg, négy ember rekedt a romok alatt (akik közül hármat végül kimentettek) és több mint 30-an megsérültek. Későbbiekben tisztázódott, hogy az áldozatok száma 14, s miután az egyik súlyos sérült, aki több mint két hétig feküdt az intenzív osztályon, szintén elhunyt, a szám 15-re nőtt. Március végén újabb halottja lett a tragédiának, miután egy négy és fél hónapig kezelt súlyos sérült szervezete is feladta a küzdelmet, s elhunyt a kórházban.
Az elhunytak zöme vajdasági illetőségű volt, a többiek Szerbia más részéről származtak, illetve akadt köztük egy külföldi állampolgár. Újvidéken és környékén jelentős magyar kisebbség is él, ám magyar áldozata nem volt a szerencsétlenségnek.
A tragédia miatt kialakult feszültséget a következő hetekben egyre erősebben áthatotta a politika, mivel mind a kormánypárti, mind az ellenzéki oldal a másikkal szemben hozta fel az esetet. Mivel a kormányellenes demonstrációkon nem egy esetben került sor erőszakra, az egyik ilyen incidens hatására Miloš Vučević miniszterelnök is bejelentette utóbb lemondását.

## Előzmények

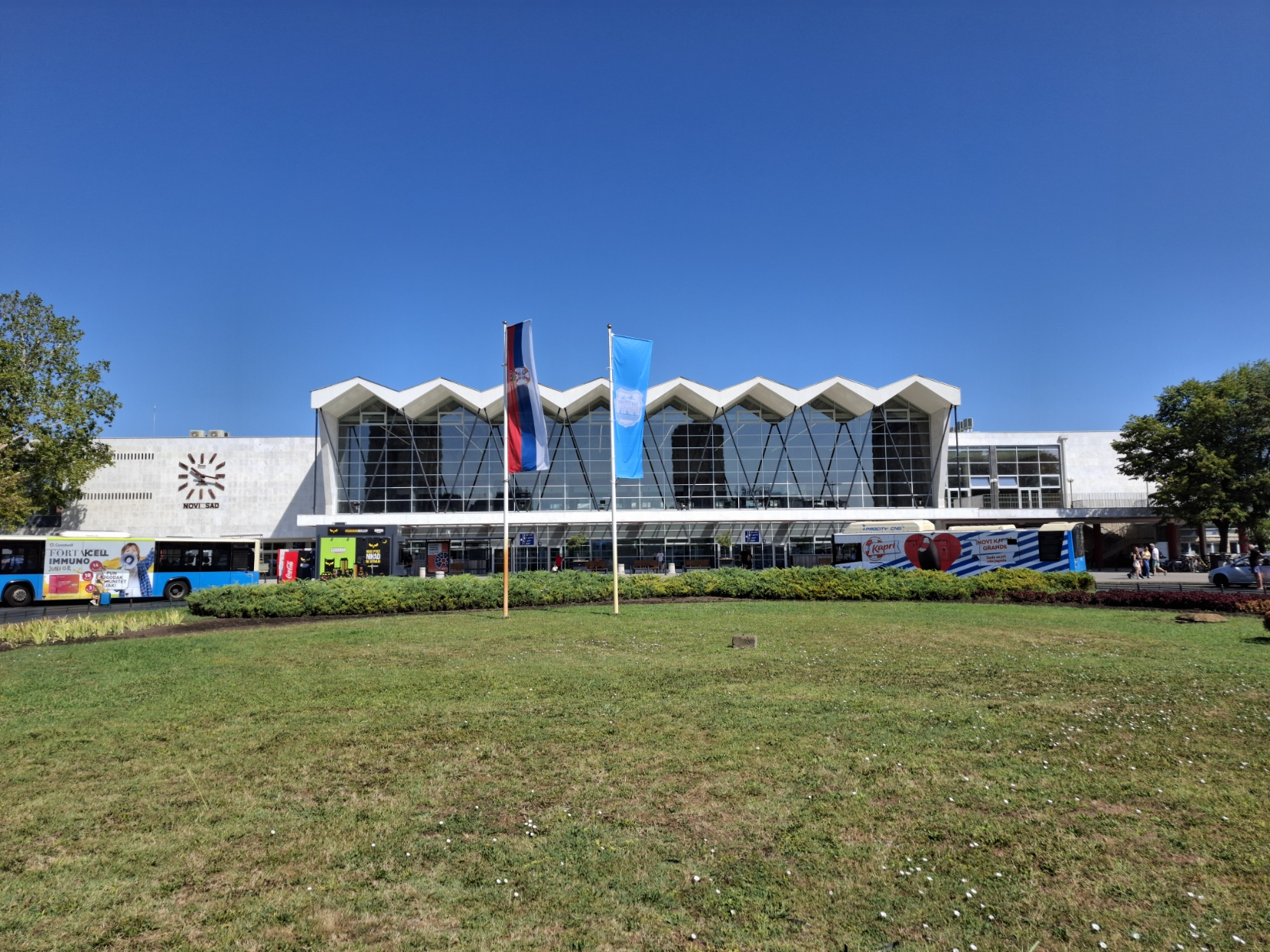
Az állomás előteteje 2024 augusztusában, nem egészen három hónappal a baleset előtt

A vasútállomás a 2024-es formáját kereken hatvan évvel korábban, 1964-ben nyerte el, Farkas Imre építész tervei alapján. A kivitelezést a Neimar építőipari vállalat végezte.
A baleset előtt már nagyon rossz állapotban volt az állomás, miután évtizedeken át elhanyagolták. A felújítást két kínai cég, a China Railway International Co. és a China Communications Construction Company kezdte meg, de csak az állomás belső terét, a tetőt, valamint a bejárat előtti tetőszerkezet feletti és alatti homlokzatot újították fel, viszont magát a bejárat előtti tetőszerkezetet, amelynek üvegteteje is volt, nem. Meg nem erősített hírek szerint a felújítási munkálatok összköltsége 16 millió euró volt, a teljes költség pedig 65 millió eurót tett ki.
Bár a tetőszerkezet felújítása szerepelt az előterjesztett tervekben, ez az engedélyeztetésnél és a kivitelezésnél mégis elmaradt.
Az állomáson végzett munkák az ún. Egy Övezet Egy Út projekt részét képezték, amibe csak Szerbiában, a tragédia idejéig hozzávetőlegesen kétmilliárd eurót fektettek. 2021 októberében jelentette be a Szerb Vasutak az újvidéki pályaudvarra vonatkozóan az előkészítő munkák kezdetét, amelyek részét képezték a Belgrád–Újvidék–Szabadka-vasútvonal nagysebességű vasútvonallá történő kiépítését célzó beruházásnak.
Némely vélemények szerint a felújítás elkapkodott volt és lényegében nem is fejeződött be, ennek ellenére 2022 márciusában gyorsan átadták az épületet.
A felújítást végző két kínai vállalat konzorciuma a tragédiát követően bejelentette, hogy a felújítást a tetőszerkezeten valóban nem végezték el, viszont a jóváhagyott engedélyekben az a rész nem is szerepelt. A felújítások legutóbb a nyílászárók és a márványburkolatok cseréjét, az emeleti galéria mentén üvegkerítések telepítését és a pulthelyiségek rendbetételét jelentették.
A szerb sajtóban felmerült, hogy műemlékvédelmi okokra hivatkozva is elvetették az említett részek felújítását. Ezt később az Újvidéki Kulturális Műemlékvédelmi Intézet tagadta és állította, hogy 2021-ben javasolták e felújításokat, konkrét ajánlatokkal, ám a statikai állapotok nem tartoztak az ő hatáskörükbe.
Meg nem erősített hírek szerint az állomás területén tartózkodó utasok már napokkal korábban jelezték az állomás üzemeltetőinek, hogy a tetőszerkezet táján kisebb károkat (repedéseket) észleltek, de intézkedés nem történt az ügyben.
A munkálatok költsége és pontos jellege mindezek ellenére továbbra is ismeretlen maradt, ugyanis a Szerb Vasúti Infrastruktúra közvállalat, valamint a Közlekedési Minisztérium is úgy döntött, hogy titokban tartja a szerződéseket, arra hivatkozva, hogy a beruházást végző kínai cégek ellenezték azok tartalmának nyilvánosságra hozatalát. Zoran Đajić geológusmérnök szerint, aki ellenőrként jelen volt a felújításokkor, észrevételezte, hogy Szerbia a Kínától kapott hitel fejében 51%-ban engedélyezte az építkezési munkálatok végzését kínai cégeknek, a munkák elszámolásánál viszont túlszámlázást végeznek, közben alvállalkozókat nem fizetnek ki. Szerbiának legalább 1 milliárd eurós hitele van, s ugyanennyi önrészt kell kiállítania az 51%-os kínai részesedés miatt. Hozzátette, hogy ezeket a hitelszerződéseket az állam még Tomislav Nikolić kormánya idején kötötte Kínával.

## A baleset
A bejárat feletti tető betonszerkezetes előteteje 2024. november 1-jén, pénteken, mintegy négy perccel déli 12 óra előtt omlott össze. Ezen a napon, részben mert közeledett a hétvége, illetve ünnepek (mindenszentek és halottak napja) zajlottak, sűrű volt a forgalom a pályaudvaron, így sok egyetemista is épp hazatérőben volt. Nagyon sok utas a tető alatti padokon ült.
A bekövetkező kollapszust még térfigyelő kamerák is rögzítették, egyes felvételeket a sajtó utóbb közzé is tett. Szemtanúk szerint a tragédia rendkívül váratlanul következett be: először mindenki nyugodtan várt az épület előtt, sokan ültek, majd hirtelen rájuk omlott a tető és mindenütt sikoltozás és kiáltások hallatszottak.
A mentőszolgálat, a tűzoltóság és a katasztrófavédelem munkatársai, valamint a speciális kutató-mentő egységek nagy erőkkel vonultak a helyszínre. A mentési munkálatok azonban lassan haladtak, a mentésvezető Luka Čaušić szerint ugyanis semmit biztosat nem tudtak a megsérült tetőszerkezet állapotáról. A sérült tetőt aládúcolásokkal próbálták ideiglenesen megerősíteni.
Volt olyan leszakadt darab, amely több tonnát nyomott, ez pedig tovább nehezítette a mentést. Az omlás erejét mutatja, hogy több áldozat holtteste durván roncsolódott, egyes testrészeik leszakadtak, ez pedig nehezítette a személyazonosságuk megállapítását is.
A mentési és romeltakarítási munkában a felújítást végző cég munkatársai is részt vettek, akik az összeomlás bekövetkeztekor is dolgoztak az állomás területén. A pályaudvar működését átmenetileg le kellett állítani, a vonatokat Péterváradra terelték.

### Az áldozatok és sérültek

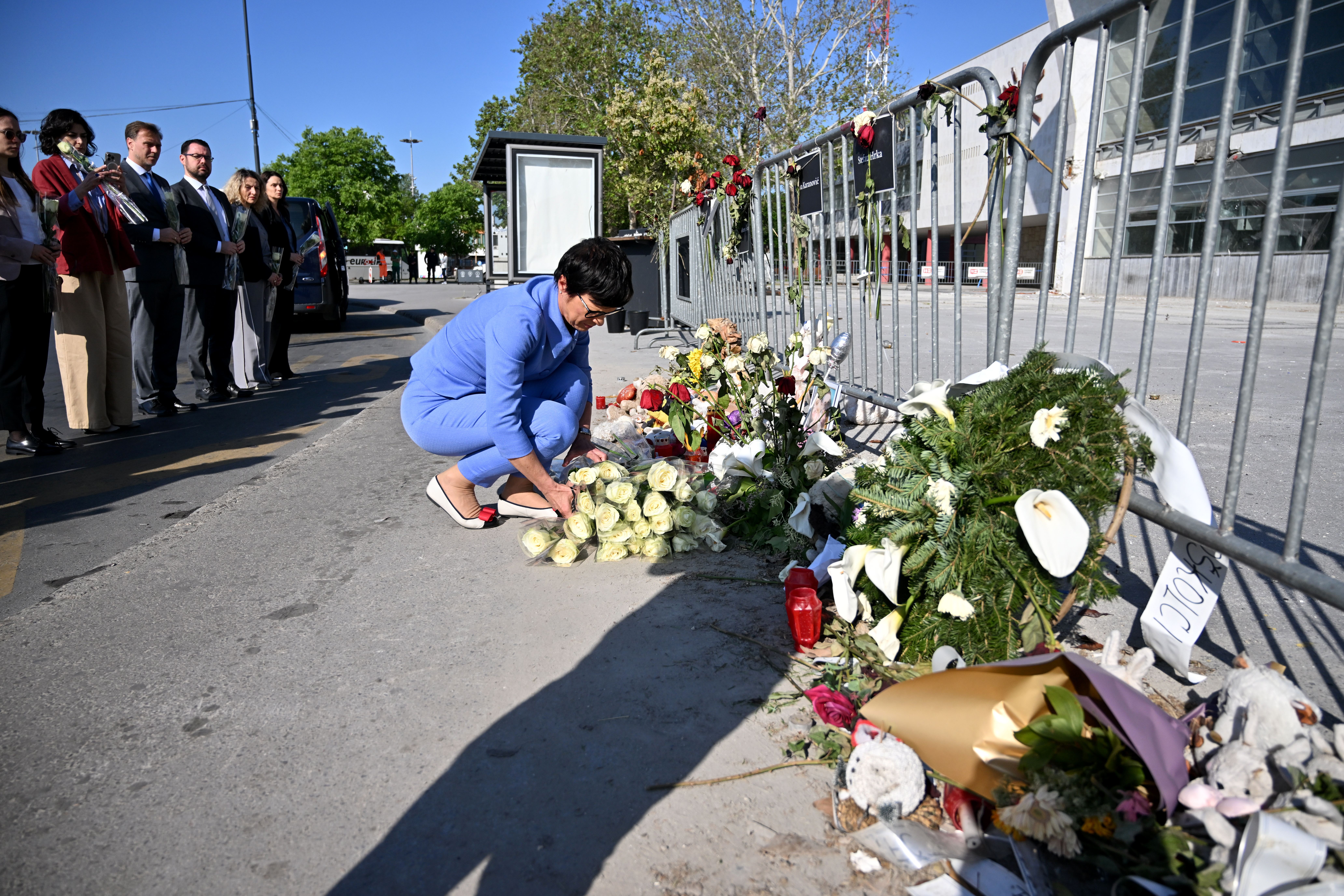
Helyszíni megemlékezés 2025 áprilisában

Az omlás következtében az első információk szerint nyolcan haltak meg. A délutáni sajtóhírek már 13 halottról számoltak be, köztük legfiatalabbként egy hatéves kisgyerek, legidősebbként pedig egy 77 éves férfi haláláról. Később a helyszínre érkezett Ivica Dačić miniszterelnök-helyettes már további két kiskorú áldozatról beszélt a sajtónak. Szintén a korai hírek még arról szóltak, hogy ketten rekedtek a romok alatt, egy idős nő és egy 14 éves lány, délutánra azonban már tisztázódott, hogy a romok alá szorult emberek száma ennél magasabb, de a mentőegységek három beszorult sérültet végül ki tudtak szabadítani, miután azok közel négy órát töltöttek a törmelék alatt,
Pár órával később a nyomozást folytató újvidéki ügyészség 14-re módosította a halottak számát. Nyilvánosságot kapott az is, hogy mivel több sérült állapota válságos, ezért az áldozatok száma még emelkedhet.
Estére 9 halott személyazonosságát sikerült tisztázni: közülük 8-an szerbiai állampolgárok voltak, egyikük pedig egy észak-macedón állampolgár volt, az Újvidéki Robotikai Intézet professzora.
Több sérült állapota válságosnak bizonyult, ezért a Szerb Mentőszolgálat felhívásában igyekezett sürgősséggel véradókat toborozni, mivel a sérültek egy része vérátömlesztésre szorult. Vesna Turkulov, a vajdasági klinikai központ vezetője délután arról tájékoztatott, hogy 3 sérült, egy 18 éves fiú és két, 21 és 23 esztendős lány állapota válságos. A 18 éves fiú lába a baleset következtében olyannyira roncsolódott, hogy amputálni kellett. Egy másik sérült, egy 23 éves lány mindkét karját amputálni kellett.
A három legsúlyosabb sérült állapotát november 6-ig stabilizálták az orvosok.
Másnapra kiderült, hogy az áldozatok között további kiskorúak is szerepelnek: két tíz év alatti, helybéli lánytestvér (Tina és Sara) együtt sérült meg és a kórházban haltak bele sérüléseikbe. Aznap nagyapjukhoz, Branko Matićhoz mentek volna Loznicába, amikor a szerencsétlenség történt.
November 17-én elhunyt az egyik intenzívosztályon ápolt súlyos sérült, egy közép-szerbiai illetőségű fiatal nő, mellyel tovább nőt az áldozatok száma. Turkulov nyilatkozatában elmondta, hogy a nő már a balesetben rendkívül súlyos, életveszélyes sérüléseket szenvedett.
Az áldozatok nyilvánosságra hozott névsora
| Állampolgárság   | Az áldozat neve             | Lakhelye                |
| ---------------- | --------------------------- | ----------------------- |
| szerb            | Anđela Ruman († 20)         | Ópazova                 |
| szerb            | Sanja Arbutina Ćirić († 35) | Káty                    |
| szerb            | Stefan Hrka († 27)          | Zvezdara-Belgrád        |
| szerb            | Miloš Milosavljević († 21)  | Rezsőháza-Nagybecskerek |
| szerb            | Đuro Švonja († 77)          | Máriamajor              |
| szerb            | Vukašin Raković († 69)      | Bakolc                  |
| észak-macedóniai | Vaszko Szazdovszki († 45)   | Sveti Nikole            |
| szerb            | Valentina Firić († 9)       | Kabol-Újvidék           |
| szerb            | Sara Firić († 5)            | Kabol-Újvidék           |
| szerb            | Đorđe Firić († 43)          | Kabol-Újvidék           |
| szerb            | Mileva Karanović († 75)     | Káty                    |
| szerb            | Milica Adamović († 76)      | Káty                    |
| szerb            | Raca Goranka († 58)         | Újvidék                 |
| szerb            | Nemanja Komar († 17)        | Máriamajor-Újvidék      |
| szerb            | Anja Radonjić († 24)        | Paraćin                 |
| szerb            | Vukašin Crnčević († 19)     | Ókér                    |

Az utolsó, a helyszínen meghalt áldozat azonosítása november 2-án délelőtt fejeződött be.

## Következmények

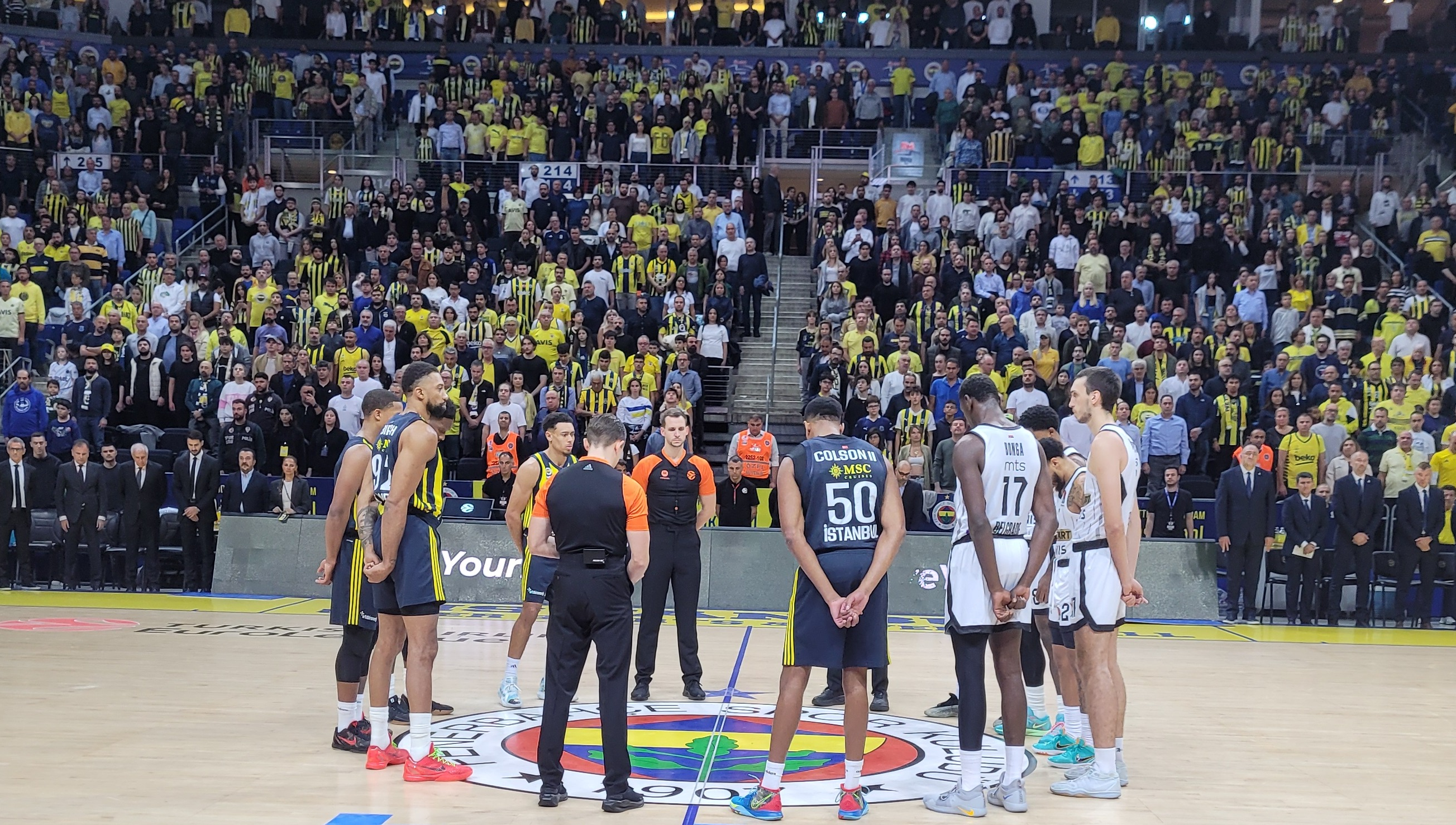
A Fenerbahçe SK és a KK Partizan tagjai egy perces néma csenddel emlékeznek az újvidéki áldozatokra a november 1-jei meccs kezdete előtt

### Reakciók
A szerb kormány november 2-ra országos gyásznapot hirdetett. Újvidéken Milan Đurić polgármester hirdetett háromnapos gyásznapot. A városvezetés két héttel a tragédia után úgy döntött, hogy 2024-ben nem szerveznek a városban szilveszteri ünnepségeket, és nem tartják meg a következő Julián naptár szerinti újév megünneplését sem.
Milorad Dodik boszniai szerb elnök az entitás területén szintén gyásznapot hirdetett, egy időben a szerbiaival, hasonlóan követték a példát a koszovói szerbek is. Montenegró november 3-ra hirdetett gyásznapot.
A tragédia helyszínén már aznap este megemlékezések kezdődtek, melyek során rengeteg mécsest gyújtottak és virágokat helyeztek el.

### Tüntetések

A szerbiai tüntetések egyik jelképe, a »véres kéz«

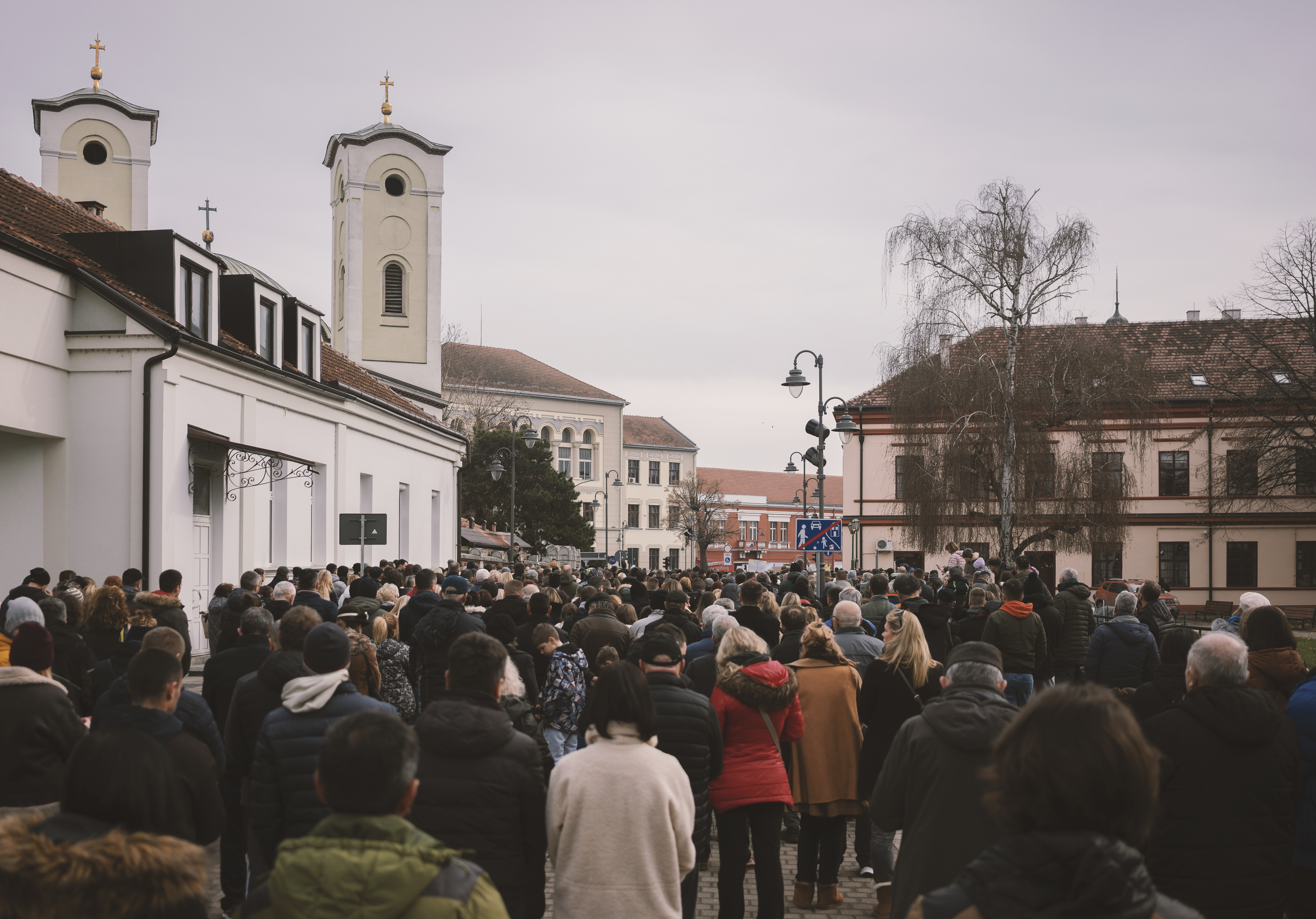
Tüntetés Čačakban, 2025. január 26-án

November 3-án több ezer fős demonstráció kezdődött a szerb fővárosban, Belgrádban az újvidéki baleset miatt. A tiltakozók követelték Vesić lemondását, s pirosra festett kesztyűket húztak, ezzel jelképezve, hogy a tragédia felelőse szerintük a kormányzat nemtörődömsége, a rossz gazdálkodás és a korrupció. A megmozdulás résztvevői hangot adtak a Vučićcsal szembeni ellenérzéseiknek, Radomir Lazović baloldali zöld politikus pedig külön vizsgálóbizottság felállítását is követelte, amely a kormány érintettségét vizsgálná.
Vesić november 4-én valóban lemondott, ám közleményében kiemelte, hogy döntése csak erkölcsi felelősségvállalás volt, a felelősséget a 14 ember halálát okozó omlásért nem vállalja. Több mint két héttel később Tomislav Momirović bel- és külkereskedelmi miniszter is beadta lemondását a kormányfőnek, ő ugyanis korábban Ana Brnabić kormányában volt építésügyi, közlekedési és infrastruktúra-fejlesztési miniszter.
A feszültség a lakosság körében napról napra fokozódott és november 5-én kisebb zavargássá fajult az újvidéki városháza előtt, ahol tüntetők szennyvizet locsoltak az épület elé egy traktorral odavontatott tartálykocsiból, sőt ablakokat és ajtókat törtek be, egy férfi vasrúddal verte le a biztonsági kamerákat. Miša Bačulov képviselő szerint ezzel ki akarták fejezni az emberek érzéseiket a történtek után, továbbá kijelentette azt is, hogy kiharcolják a kormány leváltását is.
A zúgolódók még festékkel is megdobálták az épületet, azonban a rendőrség és csendőrség jelenléte miatt nem tudtak bejutni oda. Két ember ugyan a rendőröknek is nekitámadt, de ennél komolyabb incidens nem történt.
A hatóságok 14 személy ellen intézkedtek, köztük szerepelt egy 16 éves fiú is, akit az épület ablakainak megrongálásával gyanúsítottak meg. Két húsz év körüli személy esetében az volt az intézkedés oka, hogy kövekkel dobtak be több üveget, egy 26 éves férfi pedig a gyanúsítás szerint robbanószerkezethez hasonló tárgyat dobott be egy kitört ablakon át az épületbe. Egy másik, 19 éves fiataltól sokkbomba került elő.
A városháza előtti zavargással egy időben a Szerb Haladó Párt helyi irodájának ablakát is megrongálták.
November 8-án, este hatkor tüntetők a péterváradi hidat zárták le az Újvidéken, a rendőrség ekkor is több személy ellen, így Pogačar képviselő ellen is intézkedett, de rövidesen valamennyiüket elengedtek. A demonstráción elhangzott, hogy a hatóságok, a korábbi döntést megmásítva két aktivistát harmincnapos vizsgálati fogságba helyeztek a három nappal korábbi, a városháza előtt történt összetűzések kapcsán. A Demokrata Párt és annak egyik politikusa, Alisa Kockar követelték, hogy a zavargás miatt őrizetbe vett személyeket haladéktalanul engedjék szabadon. A tiltakozások a következő napokban is folyamatosak voltak.
A szerb kormányhoz közeli média eközben hevesen támadott szakértőket, így Zoran Đajić geológusmérnököt – mert bírálta a kivitelezést és további veszélyekre hívta fel a figyelmet –, azt állítva, hogy a szakember pusztán csak az ellenzéknek dolgozik.
A szerb ellenzék november 11-re újabb tüntetést hirdetett a fővárosban, A korrupció öl jelmondattal. A demonstráció résztvevői az elnökség épületéhez vonultak, ahol tovább követelték Đurić újvidéki polgármester, valamint Vučević miniszterelnök lemondását, az összes titkos szerződés nyilvánosságra hozatalát a pályaudvar felújításával kapcsolatban, mindazok letartóztatását, akik felelősek a tragédiáért, továbbá az újvidéki zavargásban érintett személyek szabadon engedését. Đurić akként vélekedett a demonstrációkról, hogy azok fő célja Vučić megbuktatása.
November 12-én az újvidéki bíróság épülete előtt folyt demonstráció a zavargások kapcsán őrizetbe vett személyek szabadon bocsátása érdekében Szabadságot mindenkinek! rigmusokkal.
November 25-én részben az újvidéki tragédia miatt is felkorbácsolt indulatok eredményeztek egy verekedéssé fajuló vitát a szerb parlamentben, amelyen az ellenzék szóvá tette, hogy a történtekért a mindent átszövő korrupció és a szakszerűtlenség a felelős.
Újabb fordulat akkor következett be, amikor Újvidéken, 2025. január 28-án virradóra Szerb Haladó Párt helyi irodájából verőlegények rontottak rá baseballütőkkel közelben matricákat felragaszgató és sablonokat festő diákokra, amellyel egy készülő demonstrációra akarták felhívni a figyelmet. A támadók egy 23 éves lányt súlyosan bántalmaztak, aki kórházba került. Miloš Vučević miniszterelnök elismerte, hogy a támadást a Haladó Párt aktivistái hajtották végre, ezért bejelentette lemondását. Példáját követte Újvidék polgármestere, Milan Đurić is. Elemzők szerint a demonstrációk kiváltó oka, az állomáson történt szerencsétlenség már rég másodlagossá vált, a tüntetéseken az emberek egyre inkább a Vučić-féle rendszerrel szembeni elégedetlenségüknek adnak hangot, ezért a helyzet tovább súlyosbodhat Szerbiában.

### Vizsgálatok
Miloš Vučević miniszterelnök Újvidék fekete péntekjének nevezte a tragédiát, és ígéretet tett a felelősök felkutatására.
Az Újvidéki Legfelsőbb Ügyészség már a tragédiát követő órákban megkezdte a kivizsgálást. Aleksandar Vučić államfő beszédében ígéretet tett a felelősök felkutatására és megbüntetésére. Hozzátette azt is, az újvidéki vasútállomás több évtizedes elhanyagolása kapcsán, hogy abban bizonyos szinten valamennyien vétkesek, hisz sokáig nem történt semmi. Ugyanakkor megjegyezte, hogy azokat, akiknek feladata volt a felújítás, most hatalmas felelősség terheli, amiért nem tettek meg mindent azért, hogy az infrastruktúra ezen része az emberek számára teljesen biztonságos legyen.
Goran Vesić szerb építésügyi miniszter montenegrói útját szakította meg, amikor értesült a tragédiáról. Közleményében ő is megígérte, hogy kiderítik, miért nem újították fel az előtetőt az épület többi részével együtt, és ki nyilvánította biztonságosnak a szerkezetet. Szerb hírportálok, mint az OzonPress vagy a Danas megjegyezték, hogy július 5-én maga Vesić közölte az építésügyi minisztérium honlapján, hogy a pályaudvar teljesen működőképes.
Janko Veselinović szerb ellenzéki politikus, a Pokret za preokret mozgalom elnöke szerint az újvidéki tragédia pontos képet fest a szerbiai állapotokról és hangsúlyozta mind Vučić, mind más kormánytagok felelősségét. Kiemelte, hogy az államfő és az elnök is jelen volt a korábbi megnyitókon, dicsekedtek az elért eredménnyel. Veselinović szerint a kormánypárthoz való kötődés alapján választják ki a hasonló munkák kivitelezőit, amelyek nem állnak felügyelet alatt, mivel nem lehetett tudni azt sem, hogy milyen munkákat végeztek el az újvidéki állomás felújításakor. Az ellenzéki politikus az eset kapcsán más, hasonló tragédiákat (így hídomlásokat) is felemlegetett.
Egy másik szerb ellenzéki aktivista, Miran Pogačar szerint Vučić politikai megfontolásokból – részben az akkor közelgő választások miatt is – már 2022-ben, idő előtt adta át az épületet. Hozzátette, hogy szerinte nemcsak a felújítás kivitelezői között kell a felelősöket keresni, de a kormány tagjai közül is felelősségre kell vonni azokat, akik úgymond részt vettek és „fotózkodtak” a megnyitókon. Pogačar elképzelhetőnek nevezte, hogy az állomáson elvégzett munkák részleges mivolta is közrejátszhatott a tető szerkezeti szilárdságának meggyengülésében.
A tragédiát követően nyilvánosságra került dokumentáció szerint négy, felújítási belsőépítészeti, vízvezeték- és csatornázási munkákra szakosodott építész készítette a terveket. A főtervező közlekedési építész volt, míg a szerkezeti munkákban nem vettek részt szakemberek. Andrijana Milovanović szerkezeti mérnök szerint teljesen elfogadhatatlan, hogy statikai számítások és szerkezeti mérnök nélkül dolgoztak, mivel a szerkezeti téren végzett munkálatok szigorúan mérnöki engedélyhez kötöttek.
A Kreni-Promeni mozgalom feljelentést is tett Aleksandar Vučić ellen az újvidéki főügyészségnél, azzal a céllal, hogy a hatóságok vizsgálják ki az elnök felelősségét is.
2024. november 21-én az újvidéki felsőügyészség 11 ember letartóztatását jelentette be a közbiztonság súlyos veszélyeztetése és az építési munkák szabálytalan végzése miatt. Előzetes letartóztatásba került a korábban lemondott Goran Vesić építésügyi miniszter is.

#### Lehetséges okok
Danijel Dašić építészmérnök úgy feltételezte, hogy az előtető leszakadásáért az a masszív, nehéz üvegfelületű acélszerkezet lehetett a felelős, amelyet a felújításkor toldottak hozzá. Zoran Đajić geológusmérnök, aki jelen volt a 2023-as felújításkor, azt nyilatkozta, hogy a munkálatok során kérte a márványlapok eltávolítását a homlokzatról, hogy ellenőrizhessék a terheltség állapotát. Lehetségesnek tartotta, hogy az előtető esetében korrózió történt, míg a terhelés extrém módon megnőhetett. Állítása szerint Đajić figyelmeztette az illetékeseket, hogy javítani kellene az aljazatot, és el kell távolítani a márványlapokat, mivel az előtetőt tartó, a homlokzatra helyezett súlyok a korrózió hatására már nem biztos, hogy képesek megtartani a tetőt. Đajić a mulasztásokért egyenesen Vesić építésügyi minisztert okolta, s közölte: szerinte a miniszternek ezért le is kell mondania.
A tragédia után a magyar Utiber cég figyelmeztette a kínai konzorciumot, hogy a tetőszerkezet statikájának az omlásból fakadó megbomlása miatt biztonsági kockázatok léptek fel az épületen, s mivel nem áll rendelkezésre az állomás építésének korabeli dokumentációja, ezért kiszámíthatatlan, mi történhet még a szerkezettel a közeljövőben. Ennek megfelelően az Utiber javasolta az állomás részleges – a B szárnybéli állomáscsarnokot, a jegypénztárt, valamint a váróterem és az irodák egy részét érintő – ideiglenes lezárását. Đajić is arra figyelmeztet, hogy egészen beomolhat a pályaudvar tetőzete.

#### Az állomás lezárása
A vasútállomáson a szerencsétlenséget követően a személyforgalmat leállították, az állomás épületét lezárták. Az Újvidék és Belgrád között közlekedő vonatok végállomását ideiglenesen Pétervárad állomásra helyezték át, míg az Újvidék - Gombos - Zombor - Szabadka vonalon közlekedő vonatok pedig Újvidék-rendező (Novi Sad Ranžirna) állomásig közlekednek.
A felújítás alatt álló Budapest - Belgrád vasútvonal elkészült Újvidék - Szabadka nagysebességű szakaszának november 25.-re tervezett átadását december 8.-ra halasztották, ám végül akkor sem indult el a forgalom a vonalon. A vasútvonal megnyitását határozatlan időre elnapolták, legkorábban 2025 februárjában indulhat el a személyforgalom. Aleksandar Vučić elnök azt mondta, hogy a vonalat tekintettel a tragédiára jelentősebb ünnepség nélkül fogják átadni